# Ökumenische Kunstkapelle Turku

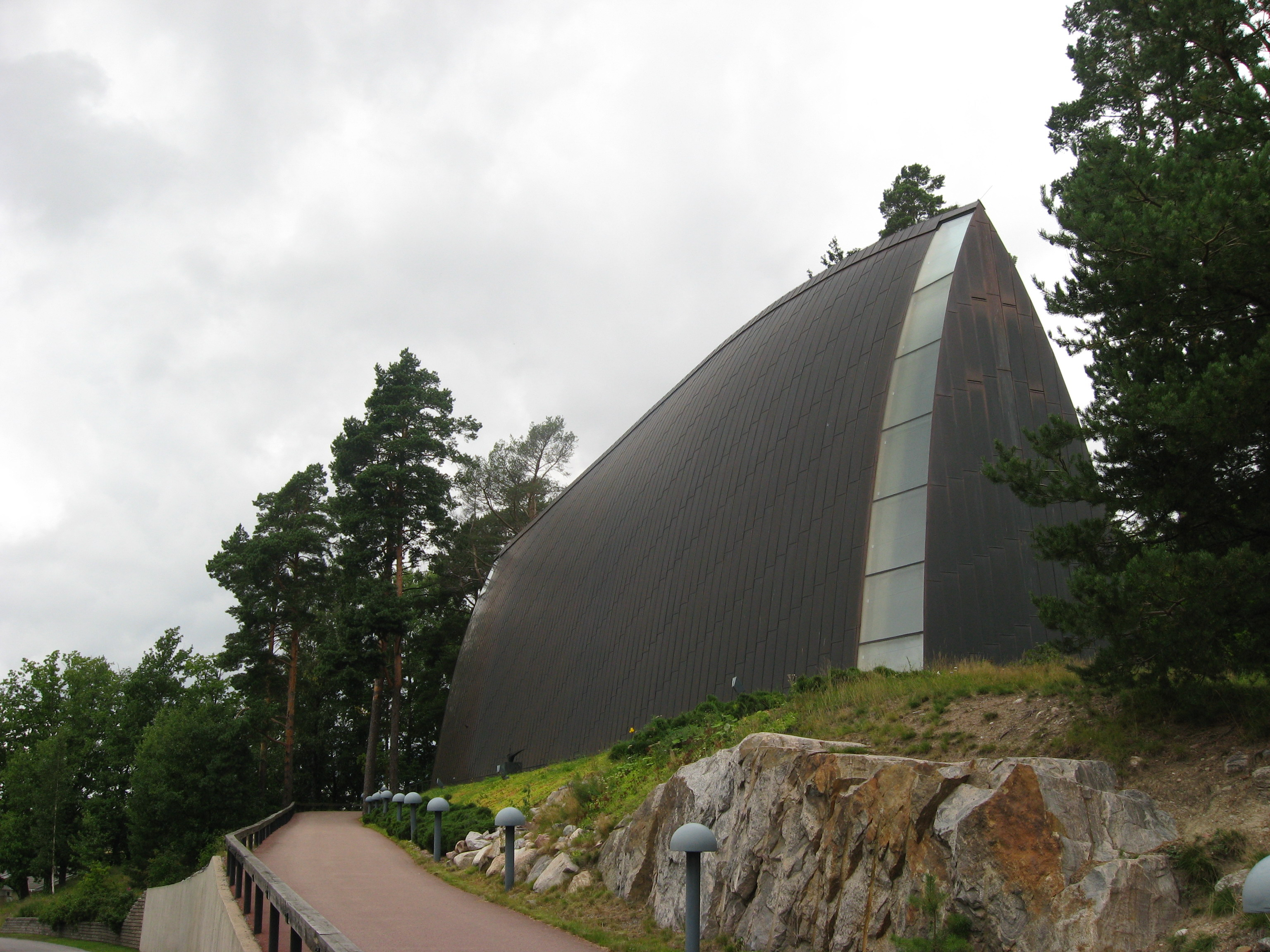
Außenansicht

Die Ökumenische Kunstkapelle des Heiligen Henrik (finn. Pyhän Henrikin ekumeeninen taidekappeli) ist eine Holzkirche im Turkuer Stadtteil Kaistarniemi auf der Insel Hirvensalo. Eingeweiht wurde die Kapelle am Pfingstsonntag 2005 (15. Mai). Sie wurde von Matti Sanaksenaho und seiner Frau Pirjo geplant, die im Januar 1996 mit ihrem Entwurf einen Designwettbewerb gewonnen hatten. Dabei hatte dieses Projekt den Namen Ikthys, was sich auf das christliche Symbol des Fisches bezieht. Das Erscheinungsbild mit Spitzbogen ist gleichermaßen dem Aussehen eines Fisches nachempfunden. 
Das Gebäude ist etwa 40 Meter lang und 13 Meter hoch. Es besteht aus Kiefernholz und ist außen mit Kupfer beschichtet. Das einzige Fenster befindet sich im Altarbereich und verläuft als Band an beiden Wänden entlang. Die Glasmalereien stammen von Hannu Konola.

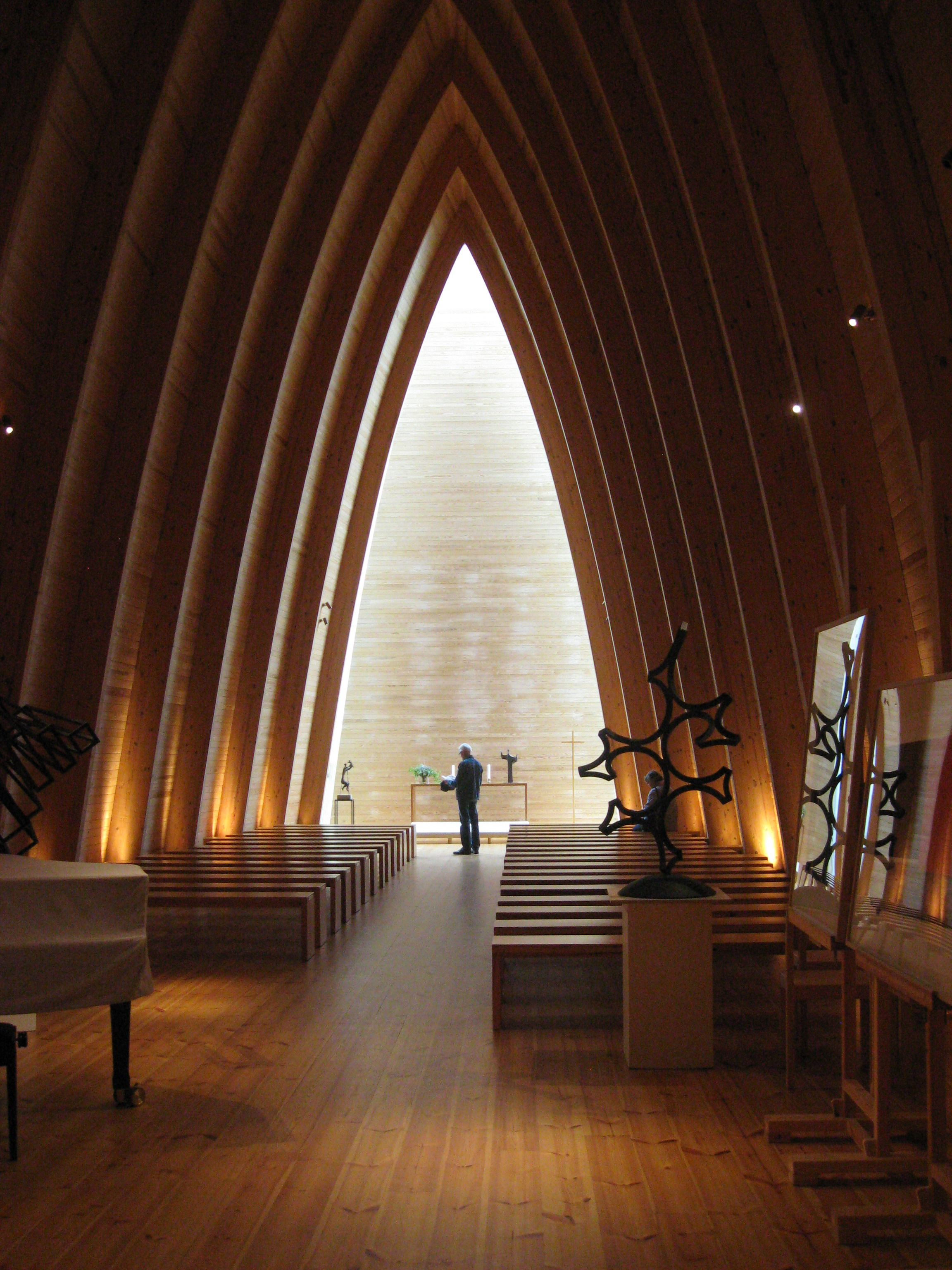
Innenraum

## Nutzung
Ursprünglich war die Kapelle als Andachtsraum für Angehörige und Patienten eines benachbarten Krankenhauses konzipiert. Heute wird sie jedoch als ökumenischer Raum der Besinnung verstanden. So ist es beispielsweise möglich, den Altar und Kerzen schnell zu entfernen. Sowohl die in Finnland vorherrschende Evangelisch-lutherische Kirche als auch die orthodoxe und katholische Kirche nutzen das Gebäude, darüber hinaus Gemeinden der Adventisten, Baptisten, Methodisten, der Freikirche, der Heilsarmee und die Pfingstgemeinde. Neben der sakralen Nutzung finden Kunstausstellungen, Konzerte und andere Veranstaltungen in den Räumlichkeiten statt.